# Alphonse Matam
Pour les articles homonymes, voir Matam.
 (mai 2013).
Si vous disposez d'ouvrages ou d'articles de référence ou si vous connaissez des sites web de qualité traitant du thème abordé ici, merci de compléter l'article en donnant les références utiles à sa vérifiabilité et en les liant à la section « Notes et références ».
Alphonse Matam est un haltérophile camerounais naturalisé français né le 1er avril 1973.

## Carrière
Il a représenté son pays d'origine, le Cameroun, en compétition internationale avant d'être naturalisé français en 1999. 
Il a participé aux Jeux olympiques d'été de 1992 de Barcelone, où il termine 24e. 

Il a été recordman de France open en 2000-2002-2003. 
Championnats d'Afrique : 
1994 - vainqueur au Cap  (Afrique du sud ) 2 médailles en or et 1 en argent 
1996- deuxième à Ismaelia (Égypte) 3 médailles en argent  
Jeux d'Afrique : 
1995- Vainqueur à Harare ( Zimbabwe) 2 médailles et 1 en argent  
Championnats du monde Junior : 
1992- Varna en Bulgarie (5e) 
1993- Cheb en République Tchèque (5e)  
Senior : 
1995- (Guanghou, Chine) 
1998- (Lahti, Finlande) 
1999- (Athènes, Grèce) 
2003- (Vancouver, Canada)        
Championnat d'Europe  (5 participations) :    
2000- Sophia en Bulgarie    
2001- Trenci en Slovaquie    
2002- Loutraki en Grèce    
2003- Antalya en Turquie    
2004- Kiev en Ukraine        
En 1994, il est le personnage principal dans une publicité tournée en Afrique du Sud (Halls). Il a aussi gagné les Jeux africains de 1995 à Harare, au Zimbabwe. 
En 1999, il rejoint l'équipe de France d'haltérophilie et dès sa première participation aux championnats du monde, il bat 7 records de France de la catégorie des moins de 94 kg.
Ses frères Bernardin, David et Samson sont aussi des haltérophiles.